# Khil Raj Regmi
Khil Raj Regmi (népalais : खिलराज रेग्मी), né le 31 mai 1949, est un homme d'État népalais, Premier ministre par intérim du 14 mars 2013 au 11 février 2014.